# Pasta d'acciughe

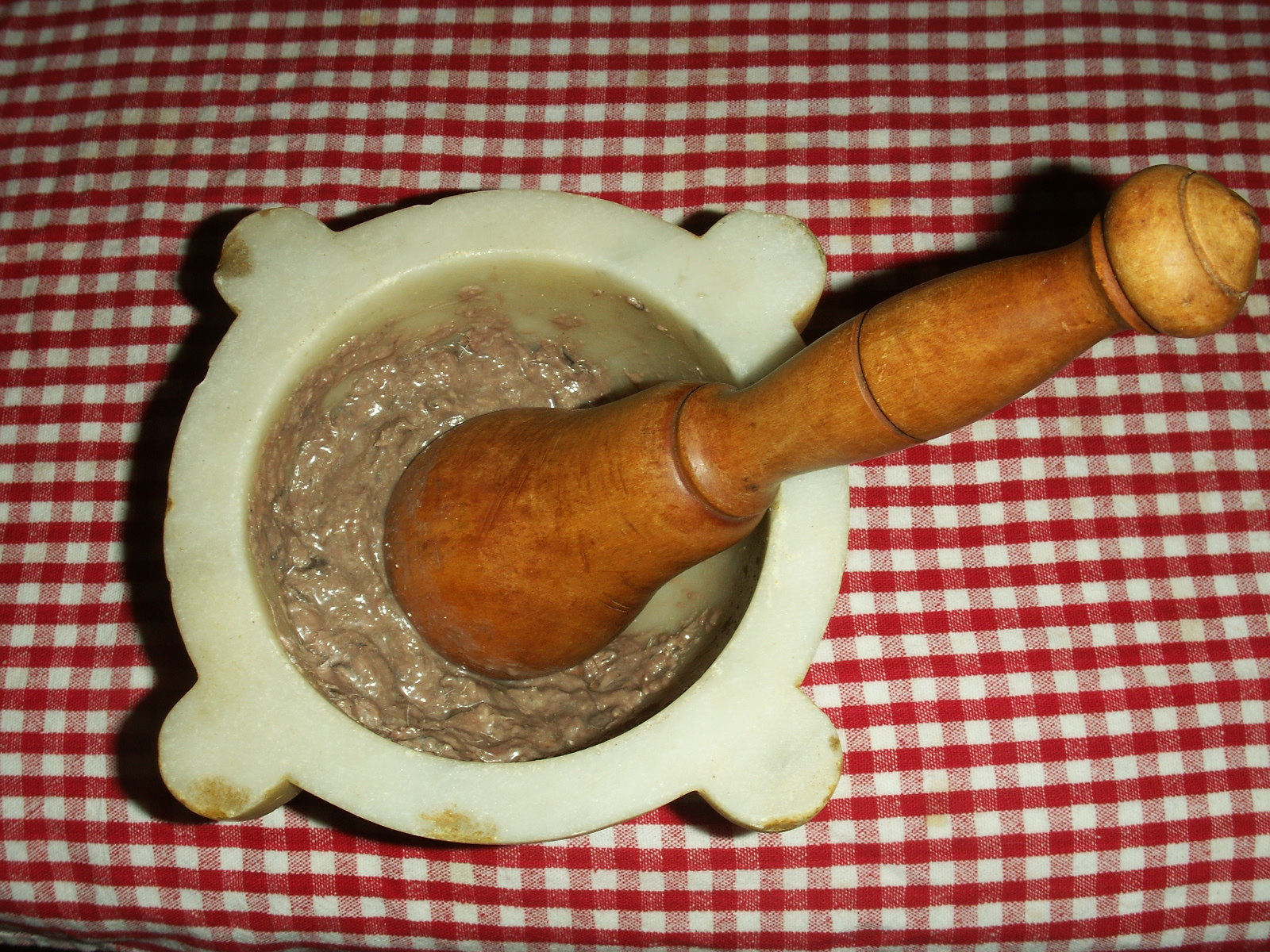
Pasta d'acciughe nel mortaio

La pasta d'acciughe è una salsa a base di acciughe desalate e pestate al mortaio, fino a spappolarle e formare un impasto.

## Storia
La pasta d'acciughe è un condimento rudimentale, risalente a tradizioni molto antiche, che si è raffinato nel 1800 quando sono cominciate ad essere pubblicate le cuciniere in vari paesi. Nel 1885 venne prodotta la pasta d'acciughe fatta da Burgess, confezionata in vasetti in stile vittoriano, famosi e ricercati dai collezionisti di chincaglieria.

## Preparazione tradizionale

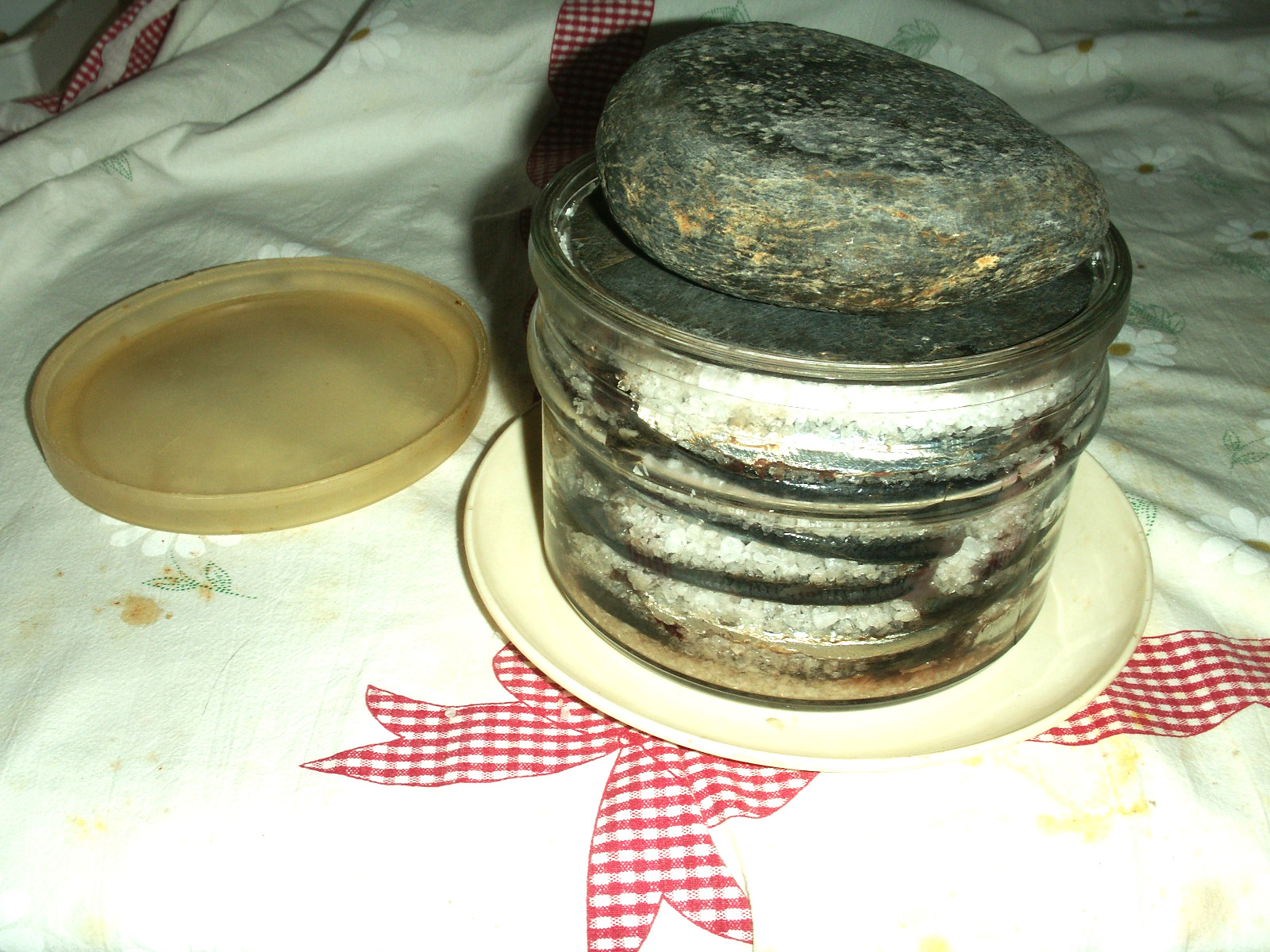
Arbanella di acciughe sotto sale

La preparazione varia a seconda che il prodotto venga consumato subito oppure lo si voglia mantenere qualche mese.
Per il consumo immediato si prende un etto di acciughe sotto sale e si desalano, poi si puliscono, si toglie la lisca, le pinne dorsali e ventrali e la coda. Si mettono nel mortaio e si pestano fino ad ottenere una pasta omogenea. Questa preparazione non è molto salata e quindi dura poco.
Se si vuole conservare il prodotto per qualche mese, le acciughe sotto sale non si desalano. Si cerca di togliere più sale possibile ma senza bagnarle. Si puliscono, si toglie la lisca, le pinne dorsali e ventrali e la coda e poi si pesta nel mortaio fino ad ottenere una pasta omogenea. Questa preparazione è molto salata, va messa in un vasetto, con un velo d'olio e posta in frigorifero.
La stessa preparazione si può fare nel frullatore.
La pasta d'acciuga più comune è pura e semplice battitura delle acciughe in un mortaio ma si possono produrre numerose varianti.

## Variante piemontese
La pasta di acciughe si può arricchire aggiungendo un tuorlo d'uovo sodo, capperi e mollica acetosa di pane. Questa variante è tipica della regione Piemonte ed è alla base del bagnet verd, nel quale entra anche una buona quantità di aglio e prezzemolo.
Alcuni aggiungono l'aglio, comunque poco, altri i pinoli. Si passano tutti gli ingredienti nel mortaio, fino ad ottenere una pasta omogenea che si serve in una ciotolina.

## Altre varianti

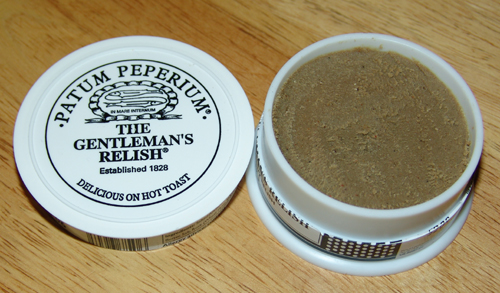
Patum Peperium

Il Patum Peperium, Gentleman's Relish , è una specialità inglese, è un paté di pasta d'acciughe con burro, spezie esotiche piccanti ed erbe aromatiche.
L'acciugata provenzale è una crema di pasta d'acciughe con olive nere, olio ed erbe aromatiche provenzali che sono 19% di timo, 26% di rosmarino, 3% di basilico, 26% di origano, e 26% di santoreggia e/o finocchio, salvia, maggiorana, menta.

## Prodotto commerciale
La pasta d'acciughe in tubetto è stata prodotta per la prima volta verso il 1850 da Cesare Balena, in Peretola.

## Abbinamento coi vini
- Cortese di Gavi
- Chardonnay Collio Goriziano

## Galleria d'immagini

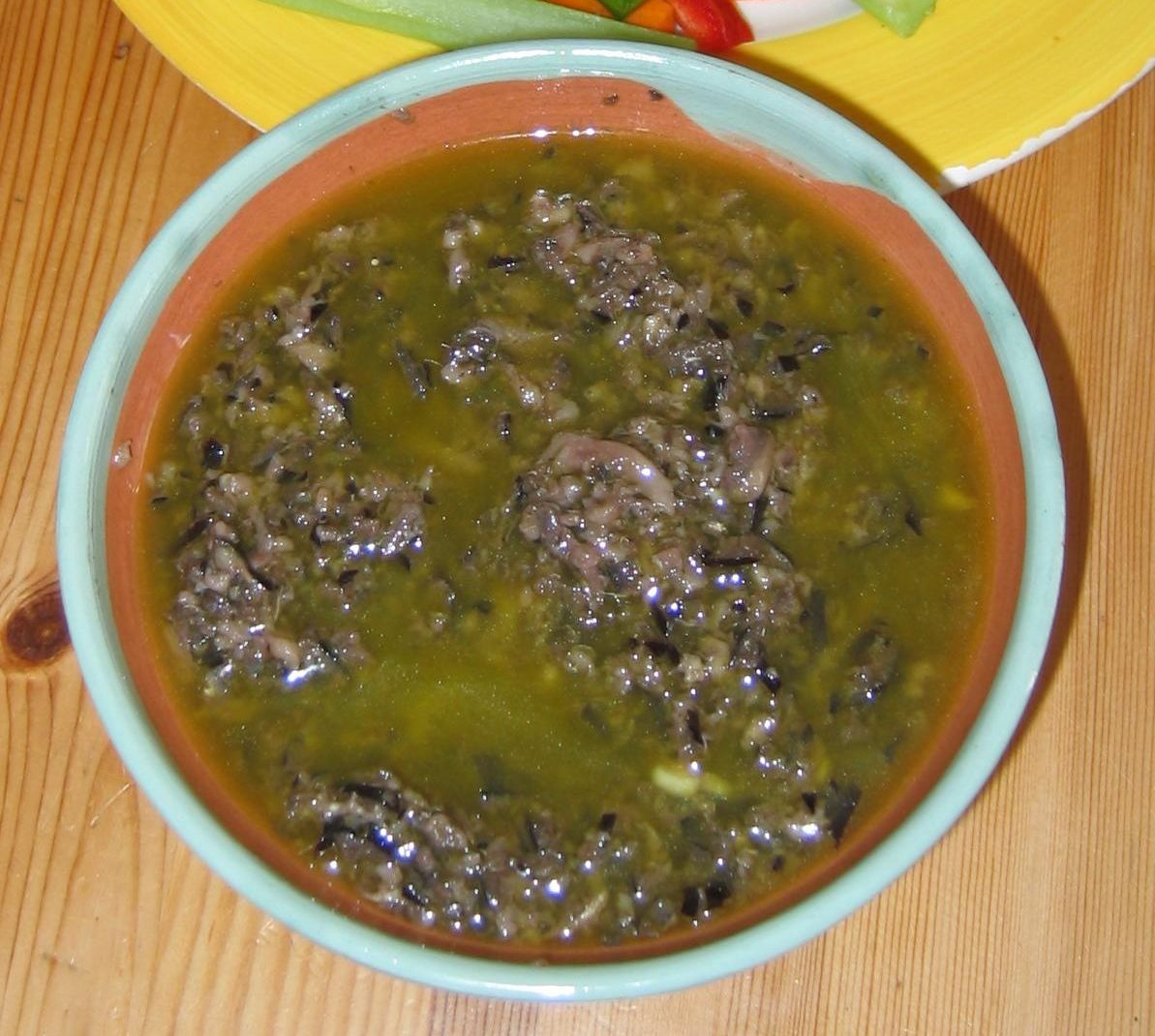
acciugata provenzale
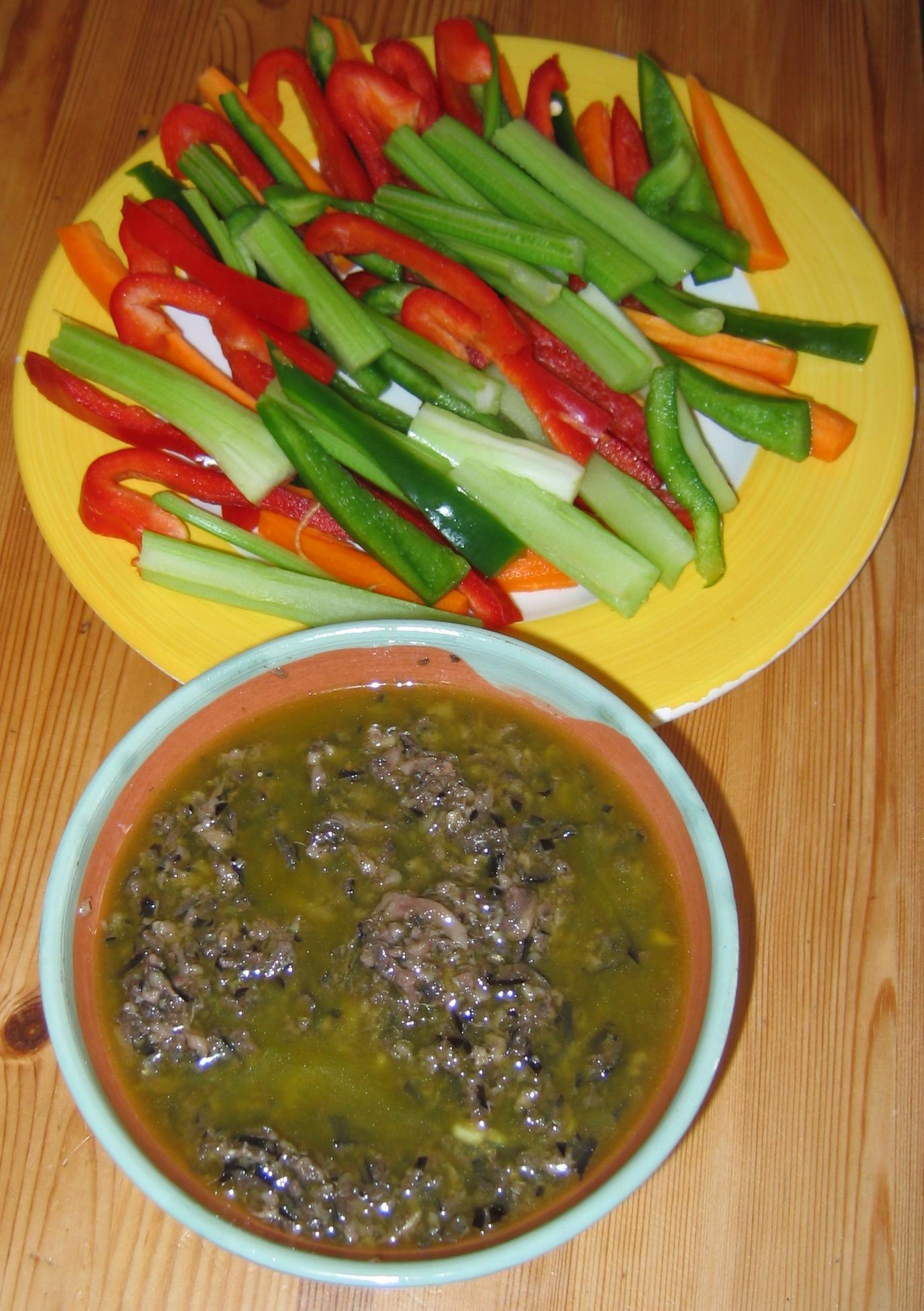
pinzimonio con pasta d'acciughe e olive nere
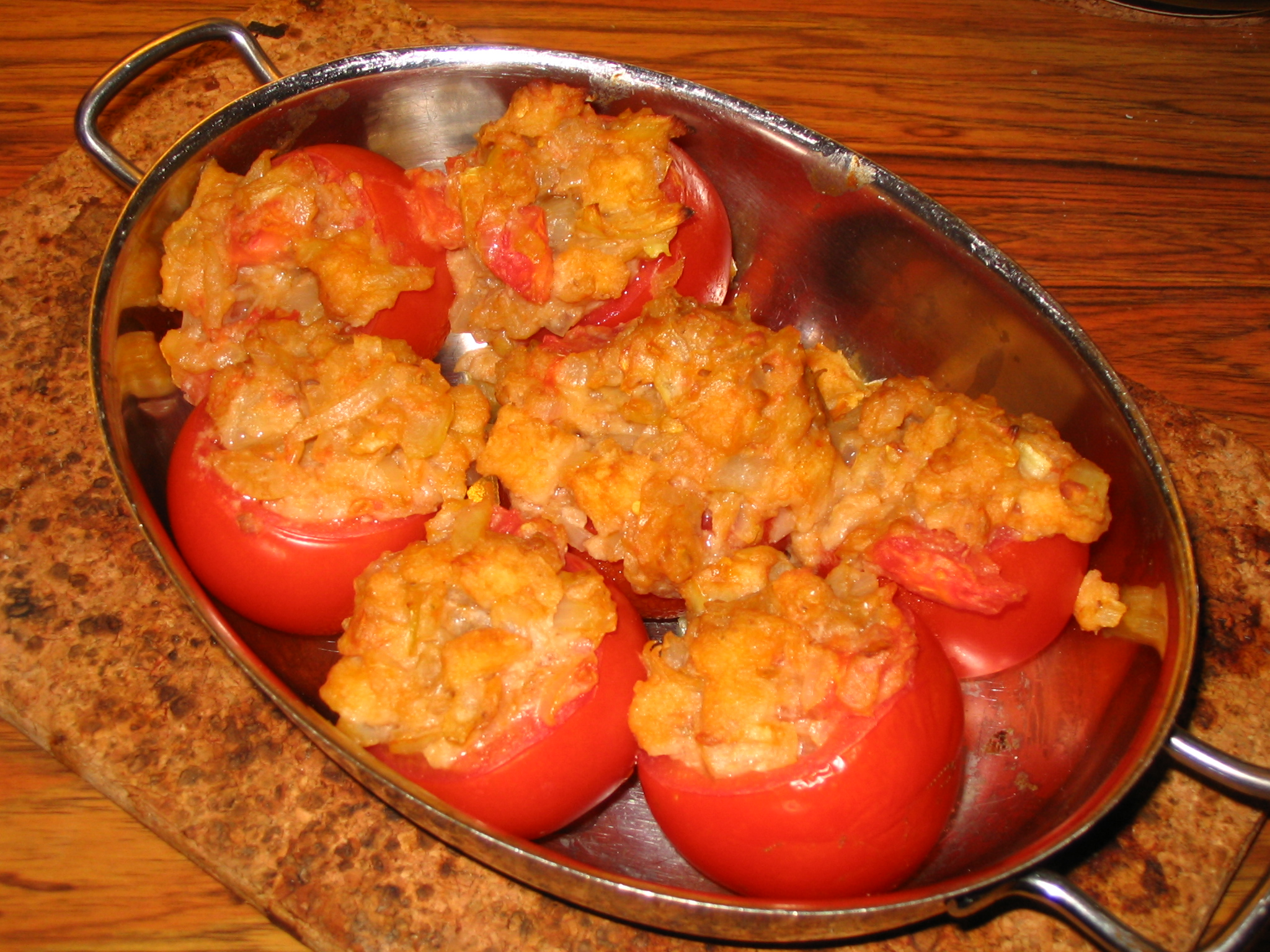
pomodori ripieni di riso e pesce
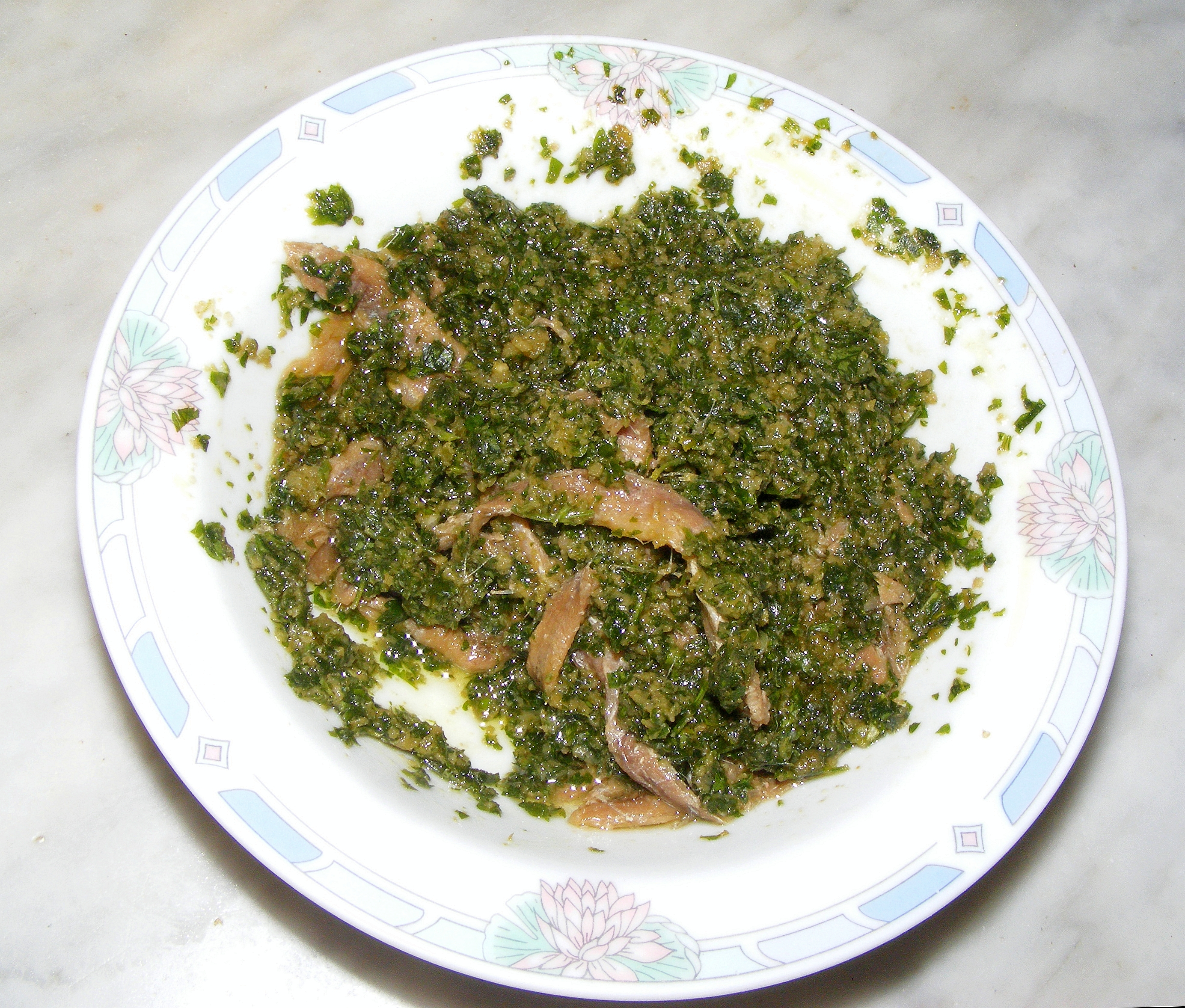
anciove al verd, acciugata piemontese